# سر یانوس
سَرِ یانوس (آلمانی: Der Janus-Kopf) یک فیلم صامت در سبک ترسناک به کارگردانی فریدریش ویلهلم مورنائو است که در سال ۱۹۲۰ منتشر شد.
این فیلم اقتباسی بدونِ مجوز از مورد غیرعادی دکتر جکیل و آقای هاید اثرِ رابرت لویی استیونسن است؛ اما چون اسامی شخصیت‌های داستان را تغییر داده بودند، تا مدت‌ها کسی متوجه این موضوع نشد.
این فیلم، فیلمی گمشده است و هیچ نسخه‌ای از آن باقی نمانده است.

## بازیگران
- کنراد فایت
- بلا لاگوسی
- ماگنوس اشتیفتر
- مارگارت شله‌گِل
- ویلی کایزر هیل
- مارگارت کوپفر
- گوستاو بوتز
- یارو فورت